# ذفرة ثنائية التفرع
ذفرة ثنائية التفرع (الاسم العلمي:Cleome dichotoma) هي نوع من النباتات تتبع جنس الذفرة من الفصيلة الذفرية.